# Matrimonio mistico di santa Caterina d'Alessandria (Bergognone)
Il Matrimonio mistico di santa Caterina d'Alessandria è un dipinto olio su tavola (187,5x129,5 cm) di Bergognone, databile al 1490 circa e conservato nella National Gallery a Londra.

## Storia
La pala d'altare venne dipinta per un altare della Certosa di Pavia, a cui il Bergognone lavorò dal 1488 al 1495. Originariamente era dotata di una cimasa con una Pietà: acquistata pure dal museo londinese, venne perduta in un naufragio.

## Descrizione e stile
Maria in trono, col Bambino in piedi sulle ginocchia, è affiancata da due sante: a sinistra santa Caterina d'Alessandria, riconoscibile dalla palma del martirio, la ruota e il gesto di ricevere l'anello mistico con cui si sposò con Cristo, e a destra santa Caterina da Siena, riconoscibile per l'abito monastico e il giglio, simbolo di Purezza. Il gesto di santa Caterina d'Alessandria è bilanciato dal delicato reggersi per mano di santa Caterina da Siena con la Madonna.
La scena è ambientata in una sorta di loggiato ligneo, caratterizzato da un soffitto a lacunari con rosette, reso con attenzione al rigore geometrico-prospettico, derivato dalla lezione di Bramante. Il punto di vista ribassato è un espediente per conferire maggiore monumentalità alle figure, mentre i delicati trapassi di colore mostrano una ancora debole influenza di Leonardo da Vinci, su una tavolozza dove ancora prevalgono negli incarnati i colori spenti e madreperlacei, tipici della prima produzione di Bergognone. La sintassi della composizione è semplice ed essenziale, con un segno analitico. L'incisività della resa chiaroscurale del panneggio, soprattutto quello chiaro di santa Caterina da Siena, rimandano invece alla scuola ferrarese, mentre i contorni ondulati rimandano a suggestioni del periodo cortese, mai spente in Lombardia.